# Granada (Alta Garona)
Granada (en francès i oficial Grenade-sur-Garonne) és un municipi del departament francès de l'Alta Garona, a la regió d'Occitània.

## Monument

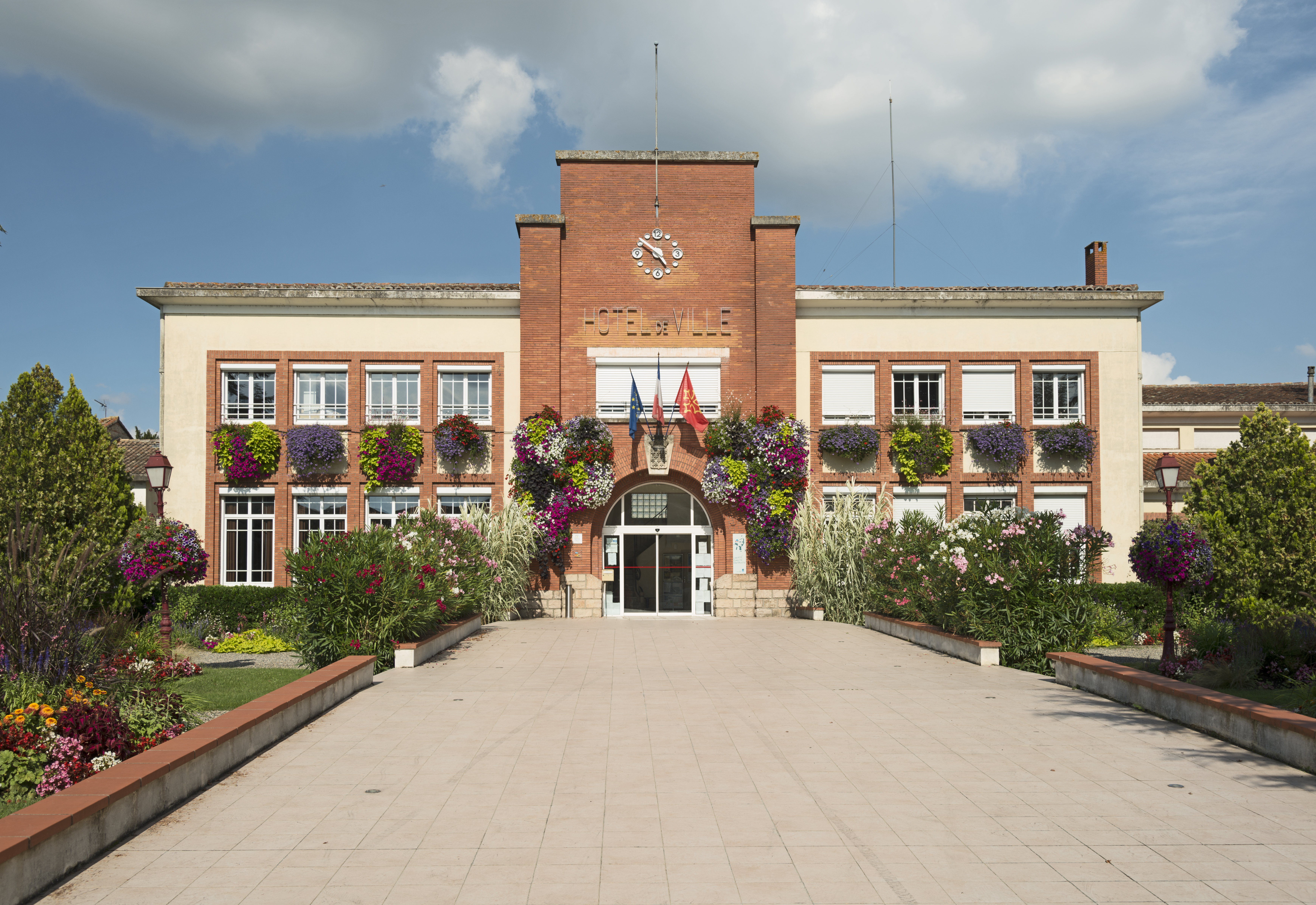
Ajuntament
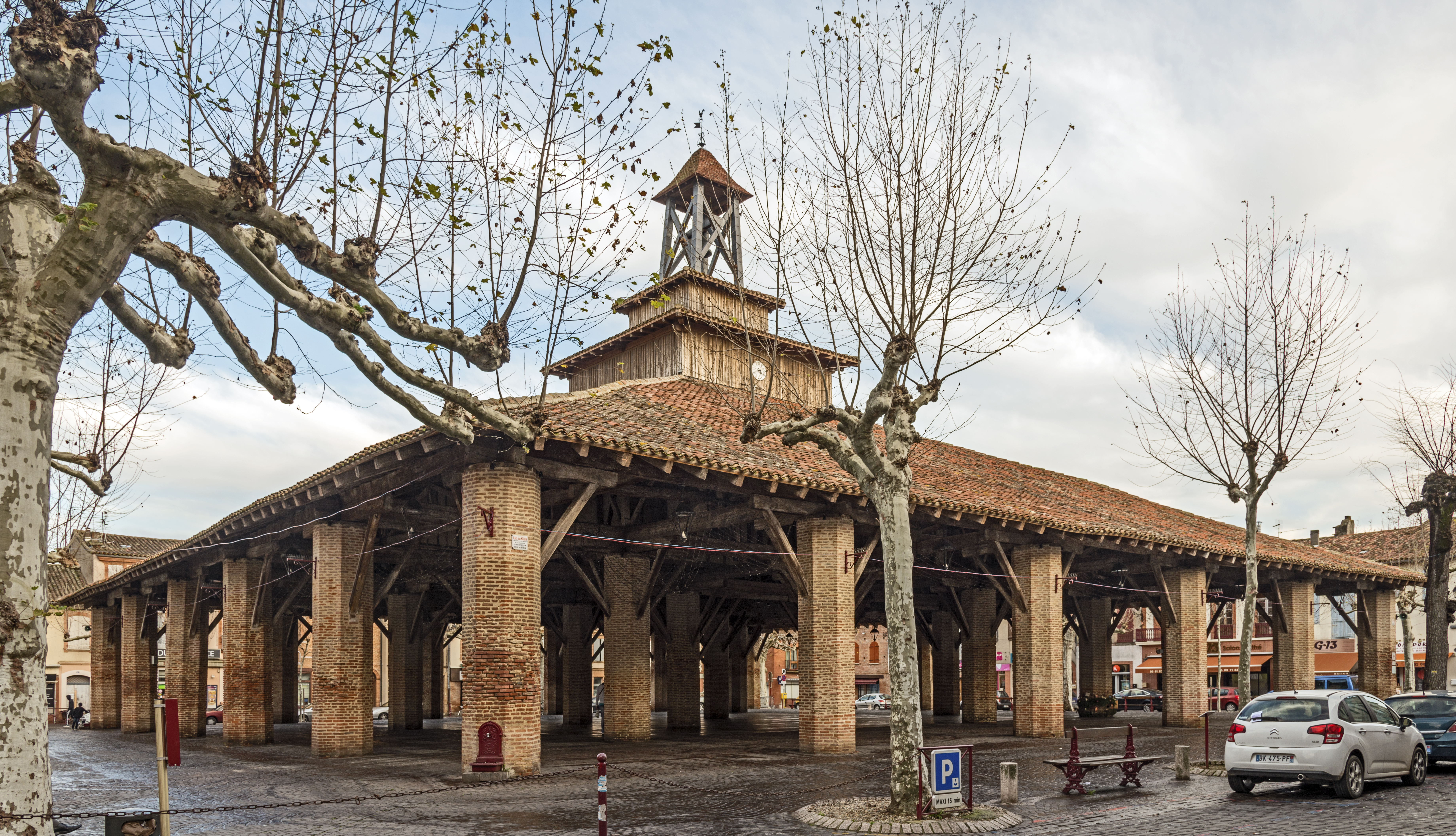
Mercat
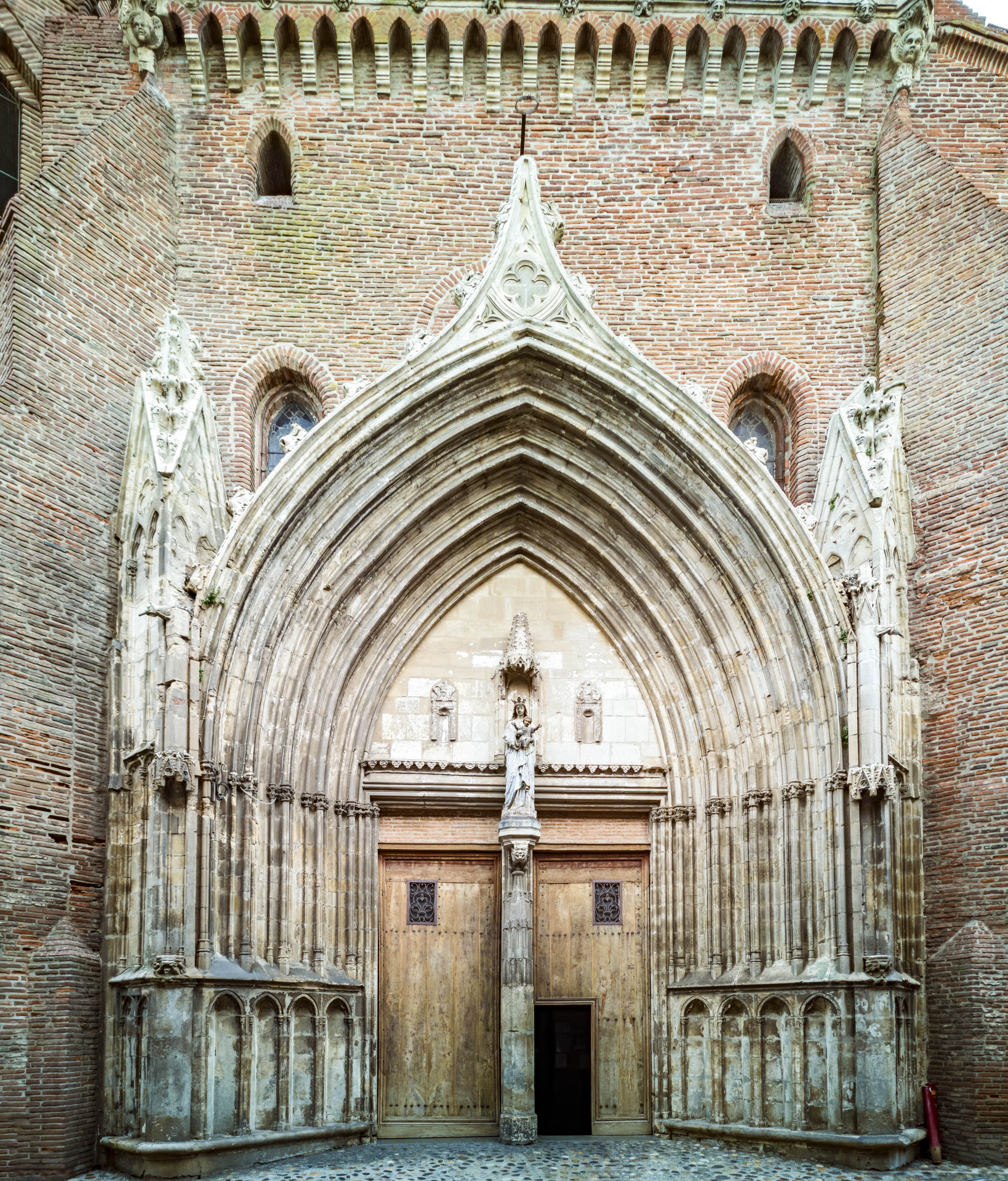
Portal de l'església
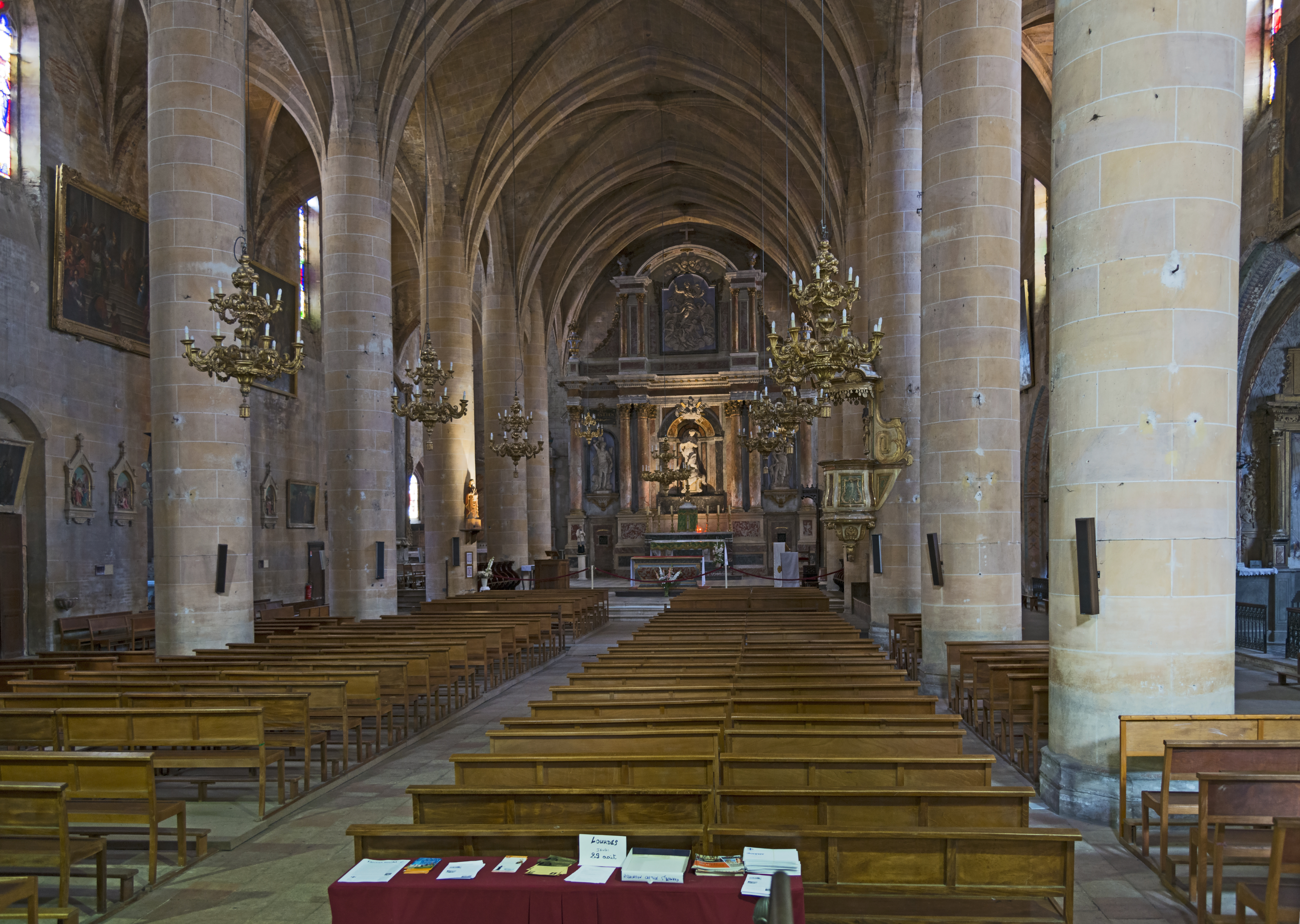
Interior de l'església
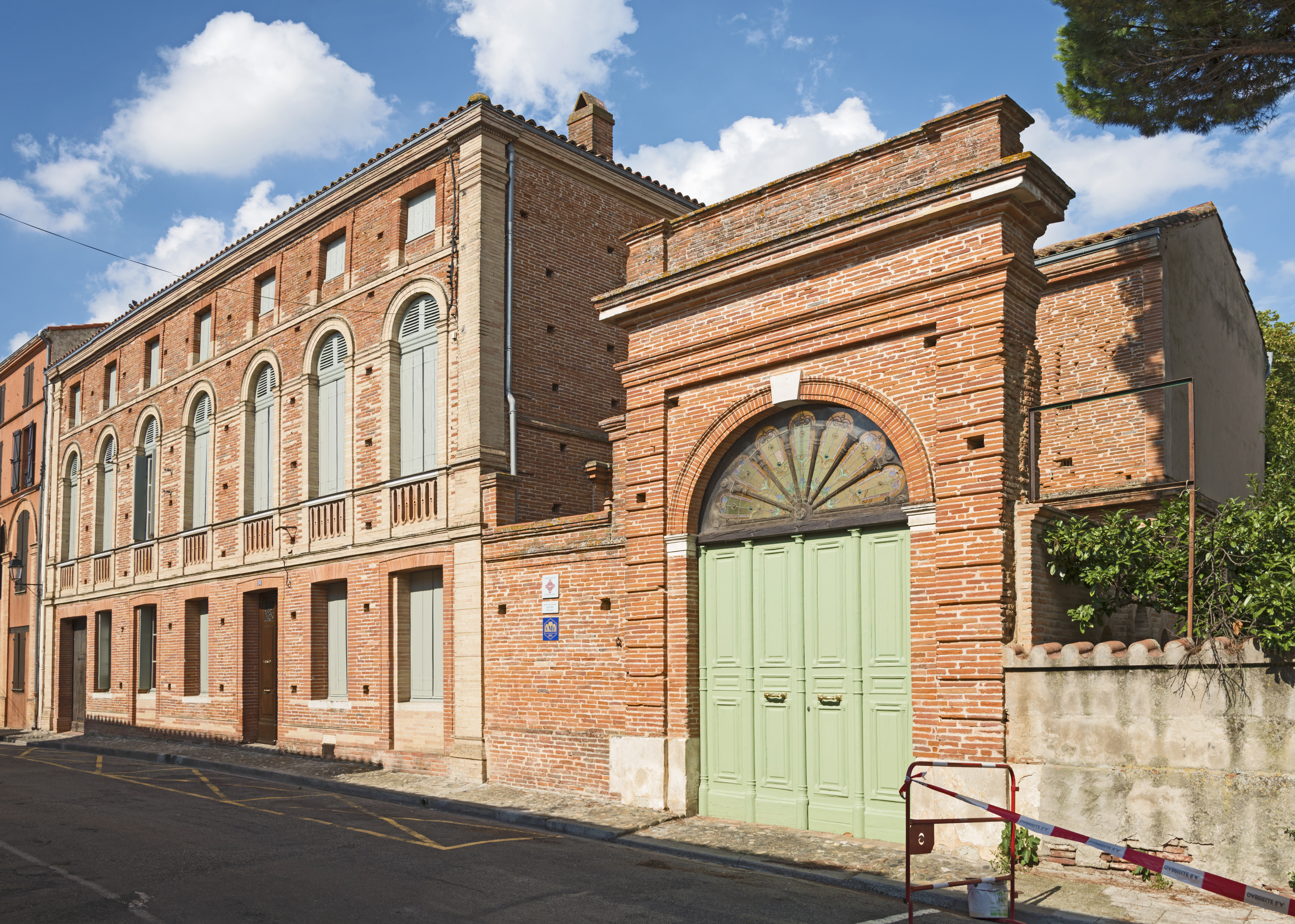
Convent